# Leonora Speyer

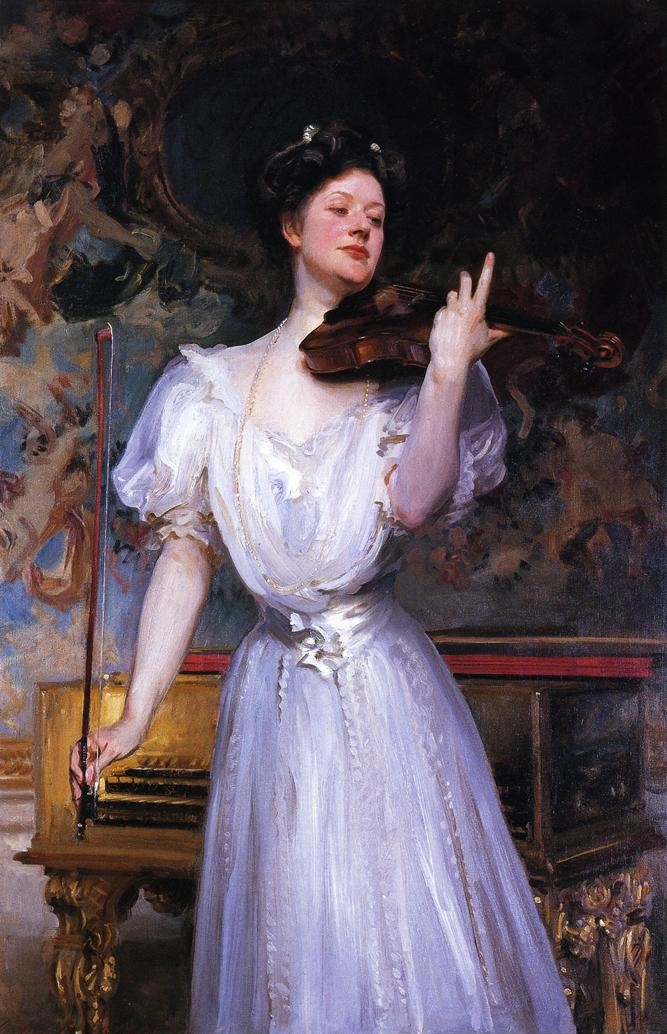
Lady Speyer, door John Singer Sargent, 1907.

Leonora Speyer, geboren Leonore von Stosch (Washington, 7 november 1872 - New York, 10 februari 1956) was een Amerikaans violiste en dichteres. In 1927 won ze de Pulitzerprijs voor poëzie.

## Biografie
Leonore von Stosch stamde uit een van oorsprong uit Silezië afkomstige adellijke familie. Ze studeerde viool aan conservatoria te Brussel (in de klas van Alexandre Cornélis), Parijs en Berlijn. Rond 1900 gold ze als een van de meest vooraanstaande vrouwelijke concertviolisten ter wereld en speelde met grote orkesten, onder leiding van dirigenten als Arthur Nikisch, Walter Damrosch en Anton Seidl, die ook werk voor haar arrangeerden. Ze werd geprezen door Edvard Grieg en werkte samen met Edward Elgar.
In 1894 trouwde Leonore met de New Yorkse brahmaan Louis Meredith Howland, van wie ze in 1902 weer scheidde. In datzelfde jaar huwde ze de steenrijke bankier en muziek-mecenas sir Edgar Speyer, met wie ze in Londen ging wonen en drie kinderen kreeg. Ze had al een dochter met haar eerste echtgenoot. Met haar tweede man leidde ze een mondain en luxueus leven, waarmee ze in society-kringen en media veel aandacht trok. In 1915 verhuisde het echtpaar Speyer naar Amerika, nadat de twee vanwege hun oude Duitse familielijnen last kregen van anti-Duitse sentimenten tijdens de Eerste Wereldoorlog.
Op latere leeftijd begon Leonore poëzie te schrijven, die door de critici al snel hoog werd aangeslagen. Ze debuteerde in 1921 en kreeg in 1927 de Pulitzerprijs voor poëzie voor haar bundel Fiddler's Farewell. Haar gedichten zijn niet gespeend van enige sentimentaliteit en worden tegenwoordig nauwelijks nog herdrukt.
Lady Leonora Speyer overleed in 1956 in New York, op 83-jarige leeftijd.

## A Gift
I Woke: —

Night, lingering, poured upon the world

Of drowsy hill and wood and lake

Her moon-song,

And the breeze accompanied with hushed fingers

On the birches.

Gently the dawn held out to me

A golden handful of bird’s-notes.

## Poëzie-bundels
- Canopic Car, 1921
- American Poets : An anthology of contemporary verse, 1923
- Fiddler’s Farewell, 1926
- Naked Heel, 1931
- Slow wall, poems new & selected, 1939
- Slow wall, 1946
- Slow wall, poems, 1951